# Либерализъм (Лудвиг фон Мизес)
„Либерализъм“ (на немски: Liberalismus) е книга на австрийския философ Лудвиг фон Мизес, издадена през 1927 година в Германия.
Тя излага принципите на класическия либерализъм, извеждайки ги от основополагащото право на собственост и защитавайки ги от нападките на доминиращите през Междувоенния период антилиберални идеологии на социализма и фашизма.